# Txàbretsi
Txàbretsi (en rus: Чабрецы) és un poble (un possiólok) de l'óblast de Rostov, a Rússia, segons el cens del 2010 tenia 111 habitants, pertany al municipi de Volotxàievski.